# النكات الألمانية الشرقية
عكست النكات الألمانية الشرقية، المشهورة في جمهورية ألمانيا الديمقراطية (GDR، والمعروفة أيضًا باسم ألمانيا الشرقية) مخاوف مواطني ألمانيا الشرقية والمقيمين بين عامي 1949 و1990. وكثيراً ما كانت النكات تستهدف شخصيات سياسية مثل الأمين العام للحزب الاشتراكي إريك هونيكر أو الدولة ووزير الأمن إريك ميلك، الذي ترأس الشرطة السرية شتازي. عناصر الحياة اليومية، مثل الندرة الاقتصادية والعلاقات بين جمهورية ألمانيا الديمقراطية والاتحاد السوفياتي أو عملية منافسة الولايات المتحدة في الحرب الباردة شائعة أيضًا. كانت هناك أيضًا نكات عرقية تبرز الاختلافات في اللغة أو الثقافة بين ساكسونيا وسط ألمانيا. 

## النكات السياسية كأداة للاحتجاج
يرى هانز يورج شميدت النكتة السياسية في ألمانيا الشرقية كأداة للتعبير عن السخط وكوسيلة احتجاج. وبالتالي فإن النكات الألمانية الشرقية تشير في الغالب للقضايا السياسية والاقتصادية والاجتماعية وتنتقد السياسيين المهمين مثل Ulbricht أو Honecker، والمؤسسات أو القرارات السياسية. لهذا السبب، يعتبرهم شميدت مؤشرا للرأي العام أو «مقياسا سياسيا» يشير إلى اتجاهات الرأي بين السكان.

## جمل
وفقًا لبودو مولر، خبير النكات الألمانية الشرقية، لم تتم إدانة أي شخص رسميًا بسبب مزحة؛ أطلق عليها شتازي دعايات تمثل تهديدًا للدولة أو إثارة معادية للدولة. من الناحية الرسمية، اعتُبر انتهاكًا للفقرة 19 «الدعاية التي تهدد الدولة وتنشر خطاب الكراهية». ومع ذلك، فقد أخذ الأمر على محمل الجد باستجواب الأصدقاء والجيران - بسبب مزحة. كانت المحاكمات في الغالب علنية وبالتالي لم تتم قراءة النكات هناك. من بين 100 شخص في بحث Bodo Müller، أدين 64 بسبب نكتة أو أكثر. كانت العقوبة عادة ما بين سنة وثلاث سنوات في السجن - وكان الحكم الأشد هو أربع سنوات.
حدثت معظم الأحكام في الخمسينيات وبعد وقت قصير من بناء الجدار. بعد ذلك، كان هناك انخفاض سريع في الأحكام الصادرة عن رواة النكات، حيث صدر الحكم الأخير في عام 1972 ضد ثلاثة مهندسين القو النكات في استراحة الإفطار. ومع ذلك، واصلت امن الدولة القبض على رواة النكات، ولكن لم تتم إدانة أي شخص. في الثمانينيات من القرن الماضي، كشفت تقارير المشاعر الشعبية التي قدمتها شتازي إلى المجالس المحلية التابعة لـ SED على أساس شهري، المزيد والمزيد من التقارير حول النكات السياسية التي تم سردها في تجمعات الشركات والنقابات وحتى الأحزاب.

## أمثلة

### البلد والسياسة

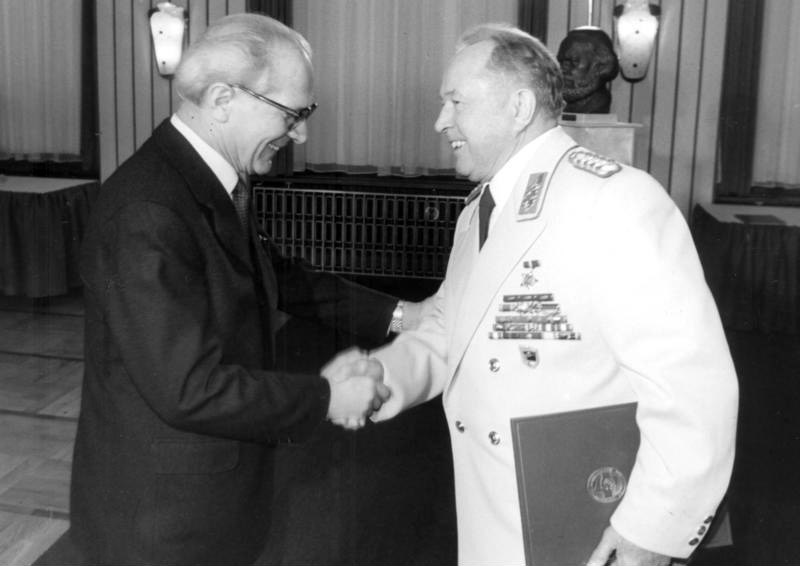
إريك هونيكر يقدم جائزة إلى رئيس شتازي إريك ميلك (1980)

- أي ثلاث دول عظيمة في العالم تبدأ بـ "U"؟ - الولايات المتحدة الأمريكية والاتحاد السوفياتي ودولتنا ألمانيا الديمقراطية. (بالألمانية: Was sind die drei großen Nationen der Welt, beginnend mit "U"? USA, UdSSR, und unsere DDR. هذا يشير إلى كيفية استخدام الخطاب الرسمي في كثير من الأحيان لعبارة «GDR الخاصة بنا»، وغالبًا ما بالغنا بمكانة GDR's في العالم.)
- يسأل مدرس في مدرسة فريتزي ليتتل: «فريتشن، لماذا تتحدث دائمًا عن إخواننا السوفيت؟ إنهم أصدقاء سوفيات». - «حسنًا، يمكنك دائمًا اختيار أصدقائك.»
- الرأسمالية هي استغلال الإنسان للإنسان. ماذا عن الاشتراكية؟ في ظل الاشتراكية، هو العكس تماما. (الألمانية: Kapitalismus ist die Ausbeutung des Menschen durch den Menschen. Und wie ist es mit dem Sozialismus؟ Da ist es genau umgekehrt!)
- متدرب في أول يوم له في وظيفته الجديدة في مكتب للصحف. تأتي الأخبار عبر السلك بأن «صقلية ابتعدت عن إيطاليا وهي الآن عالقة على الساحل الإنجليزي». في الصحيفة في اليوم التالي، لم يتم ذكر الحدث. بدلاً من ذلك، يقرأ العنوان "Harvest Saved". «لاحظ»، يقول رئيس التحرير للشاب المدهش، «إن مهمتنا في صحيفتنا ليست في إعلام مواطنينا، بل لإرباك العدو الطبقي».
- لماذا ورق التواليت قاسي جدًا في ألمانيا الشرقية؟ من أجل جعل كل اخر مؤخرة حمراء.

### شتازي
- كيف يمكنك أن تقول أن شتازي قد قام بتفتيش شقتك؟ - هناك خزانة جديدة فيه ومقطورة مع مولد في الشارع. (هذا إشارة إلى الحالة البدائية للإلكترونيات الدقيقة في ألمانيا الشرقية.)
- يناقش هونيكر وميلك هواياتهم. هونيكر: «أجمع (sammeln الألمانية) كل النكات عني.» ميلك: «حسنًا لدينا نفس هوايته تقريبًا. أقوم بجمع (einsammeln الألمانية، اعتاد مجازيًا على حشد) جميع أولئك الذين يروون النكات عنك». (قارن مع نكتة سياسية روسية مماثلة.)
- لماذا يصنع ضباط شتازي سائقي التاكسي الجيدين؟ - تصعد لسيارة وهم يعرفون بالفعل اسمك والمكان الذي تعيش فيه.
- لماذا يعمل شتازي معًا في مجموعات من ثلاثة؟ - أنت بحاجة إلى شخص يستطيع القراءة، شخص يمكنه الكتابة، وثالث لمراقبة الإثنين.

### هونيكر

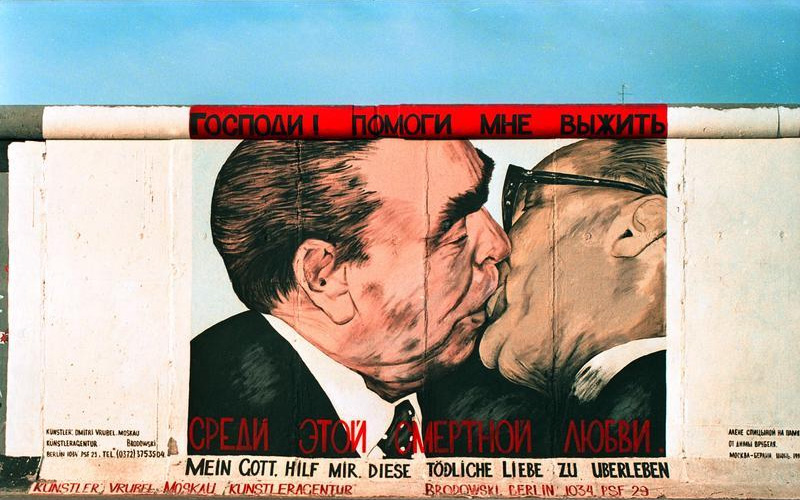
وقع الزعيم السوفيتي ليونيد بريجنيف في قبلة شفهية مع هونيكر

- في الصباح الباكر، وصل هونيكر إلى مكتبه وفتح نافذته. يحيي الشمس قائلاً: «صباح الخير، عزيزتي الشمس!» - «صباح الخير يا عزيزي إريك!» يعمل هونيكر، ثم عند الظهر يتوجه إلى النافذة ويقول: «يوم جيد، عزيزتي الشمس!» - «يوم جيد، عزيزي إريك!» في المساء، يسميها إريك يومًا، ويتوجه مرة أخرى إلى النافذة، ويقول: «مساء الخير، عزيزتي الشمس!» لم يسمع أي شيء، يقول هونيكر مرة أخرى: «مساء الخير، عزيزي أحد! ما هي المسألة؟» الشمس تعيد: «تقبيل مؤخرتي. أنا في الغرب الآن!» (من فيلم «حياة الآخرين» الحائز على جائزة الأوسكار 2006)
- ماذا تفعل عندما تحصل على هونيكر على الهاتف؟ شنق وحاول مرة أخرى. (وهذا هو لعبة الكلمات مع الكلمات الألمانية aufhängen und neuwählen، وهذا يعني على حد سواء «شنق الهاتف والطلب مرة أخرى» و «تعليق عليه والتصويت مرة أخرى».)
- سئل ليونيد بريجنيف عن رأيه في هونيكر: «حسنًا، من الناحية السياسية - ليس لدي الكثير من التقدير له. لكن - بالتأكيد يعرف كيف يقبل !»
- طائرة مع بريجنيف وكارتر وهونكر تنزل إلى الجحيم. يرحب بهم الشيطان ويسألهم عن البلد الذي ينتمون إليه. بريزنيف: الاتحاد السوفيتي. نحن أكبر دولة في العالم. الشيطان: لا أعرف. هيا إلى المرجل (المرجل ويسمى أيضًا الغلاية هو وعاء ضغط مصمم لتحويل سائل إلى بخار بواسطة نقل الحرارة). كارتر: الولايات المتحدة. نحن أقوى بلد في العالم. الشيطان: لا أعرف. هيا إلى المرجل. هونيكر: 'بلدي صغير جدًا. لن تعرف ذلك: GDR. الشيطان: بالتأكيد. السلام والصداقة والتضامن. هذا هو المكان الذي أحضرنا منه مرجلنا ". (إشارة إلى الصادرات الواسعة من أجل الحصول على العملة الصعبة.)

### اقتصاد
- من هم الأعداء الأربعة القاتلة للاشتراكية؟ الربيع الصيف الخريف الشتاء.
- تساقط ثلوج في السماء: «أنا متجه إلى السويد، لأجلب السعادة للأطفال». - «أنا ذاهب إلى ألمانيا الشرقية، لهدم الاقتصاد.»
- ماذا سيحدث لو أصبحت الصحراء دولة اشتراكية؟ - لا شيء لفترة من الوقت ... ثم تصبح الرمال نادرة.
- كيف يمكنك استخدام الموز كبوصلة؟ - ضع موزة على جدار برلين. نهاية العض ستشير نحو الشرق.
- مواطن يطلب سيارة ترابانت. يخبره البائع أن يعود لاستلامها خلال تسع سنوات. يسأل العميل: «هل سأعود في الصباح أم في المساء بعد ذلك؟» - «أنت تمزح، أليس كذلك؟» - «لا، ليس على الإطلاق. إنه فقط لأحتاج إلى معرفة ما إذا كان السباك يمكن أن يأتي في الساعة 3 بعد الظهر أم لا.»

### ترابانت

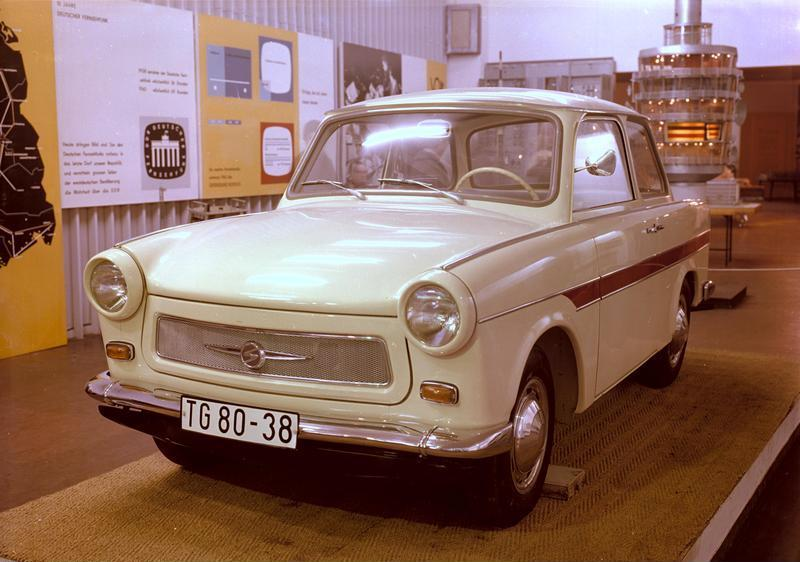
ترابانت 601 (1963)

- ما هي أفضل ميزة في ترابانت ؟ - يوجد سخان في الخلف لإبقاء يديك دافئة عند الضغط عليه.
- ماذا تعني كلمة «601»؟ 
  - (النسخة الأصلية) 600 شخص طلبوا سيارات، وهناك شخص واحد فقط قام بتسلمها.
  - (نسخة من 1990) 600 سيارة لها الكثير من الوكلاء، وعميل واحد فقط.
  - (نسخة أخرى) مساحة لـ 6 أشخاص راحة لصفر، وطرف واحد لدفعها.
- كيف يمكنك التقاط ترابي؟ - مجرد عصا العلكة على الطريق السريع. (إشارة إلى محرك ترابانت المفتقد.)
- ما هي أطول سيارة في السوق؟ - ترابانت، بطول 12 متر. 2 متر من السيارة بالإضافة إلى عشرة أمتار من الدخان.
- رجل يقود ترابانت يكسر فجأة ممسحة الزجاج الأمامي. وهو يسحب ميكانيكيًا إلى محطة خدمة. «مساحات لترابي؟» سأل. يفكر الميكانيكي في الأمر لبضع ثوان، ويجيب: «نعم، يبدو مثل التجارة العادلة». (إشارة إلى نقص قطع غيار السيارات.)
- تم إطلاق ترابي جديدة باثنين من أنابيب العادم - حتى تتمكن من استخدامه بمثابة عربة يدوية.[6]

### ساكسون
- جرس الباب يرن. المرأة من المنزل يذهب إلى الباب ويعود بسرعة، مدهوشا: «!؟ ديتر! هناك رجل في الخارج يسأل فقط، تاتو تاتا» (تاتو تاتا المحاكاة الصوتية للصوت سيارة الشرطة صفارات الانذار). يذهب ديتر إلى الباب ويعود وهو يضحك. واضاف «انه زميلي من ولاية سكسونيا، يسأل ديتو دا؟» (المعيار الألماني Ist der Dieter da؟، أي «هل ديتر هناك؟»، في لهجة سكسونية)
- يجلس سكسوني على طاولة في مقهى. رجل آخر يشغل مقعدًا ويضربه على ذقنه. ينظر نظرة قصيرة ولكنه لا يقول شيئًا. الرجل ركله مرة أخرى. الآن يقول السكسوني: «إذا قمت بذلك للمرة الثالثة، فسوف اجلس في طاولة آخرى.» (إشارة إلى عقلية سكسونية.)